# Loma del Salitre
Loma del Salitre, även Colonia Loma del Salitre, är en ort i Mexiko, tillhörande kommunen Almoloya de Juárez i den västra delen av delstaten Mexiko, i den centrala delen av landet. Orten hade 925 invånare vid folkräkningen 2010.